# Luis García Fernández
Luis García Fernández (* 6. Februar 1981 in Oviedo) ist ein ehemaliger spanischer Fußballspieler und heutiger -trainer.

## Karriere

### Verein
Luis García Fernández begann seine Laufbahn in der Jugend von Real Madrid. Bei den Hauptstädtern schaffte er es bis in die Zweitmannschaft Real Madrid Castilla. Im Sommer 2003 wechselte er zu Real Murcia, konnte aber trotz guter Leistungen nicht den Abstieg seines Teams in die Segunda División verhindern. Daraufhin wurde er von RCD Mallorca verpflichtet, bei denen er es auf elf Tore brachte. Ab Sommer 2005 spielte Luis García für Espanyol Barcelona, mit denen er 2006 die Copa del Rey gewinnen und das Finale des UEFA-Pokals 2006/07 erreichen konnte. Nach sechs Spielzeiten für Espanyol gab im August 2011 am letzten Tag der Transferperiode Ligakonkurrent Real Saragossa die Verpflichtung von Luis García bekannt. Sein erstes Tor für Saragossa erzielte er am 4. Spieltag gegen UD Levante, bei dem er auch noch den zweiten Treffer zum 2:1-Heimsieg beisteuerte. Insgesamt traf er in der Saison 2011/12 viermal für Saragossa. Zur Saison 2012/13 wurde Luis García in die mexikanische Liga an die UANL Tigres ausgeliehen und konnte dort fünf Saisontreffer erzielen. Anschließend kehrte er zum zwischenzeitlich in die Segunda Division abgestiegenen Real Saragossa zurück. In der Spielzeit 2013/14 erzielte er vier Treffer.
Im Juli 2014 wurde der Spanier beim belgischen Erstligisten KAS Eupen unter Vertrag genommen und bekleidete dort das Amt des Kapitäns. Am 15. März gab er bekannt, dass er die KAS Eupen verlassen wird, um Trainer zu werden. Am 20. April 2019 trug Luis García bei der Europa-League-Playoffpartie gegen VV St. Truiden letztmals Trikot und Kapitänsbinde von Eupen. In der 94. Minute wurde er für Mégan Laurent ausgewechselt und anschließend verabschiedet.

### Nationalmannschaft
Sein Debüt für die spanische Nationalelf feierte García am 2. Juni 2007 gegen Lettland. Anschließend absolvierte er noch sechs weitere Partien.

### Als Trainer
In seiner letzten Spielzeit bei der KAS Eupen trainierte García nebenbei die U-21 und erreichte das Pokalfinale, das die Mannschaft aber 1:4 gegen KRC Genk verlor. Von 2019 bis 2022 trainierte Luis García die U-19 von CF Damm, einem Stadtteilklub aus Barcelona. Im Anschluss wechselte er zum Madrider Verein RSC Internacional FC, der in der Tercera Federación spielt. Die Mannschaft bestreitet den Wettbewerb in diesem Jahr zwar noch als eigenständiger Klub, soll jedoch ab 1. Juli 2023 zu Real Madrid C, der dritten Mannschaft von Real Madrid werden.
Am 3. April 2023 wurde García von Espanyol Barcelona als neuer Cheftrainer und Nachfolger des zuvor entlassenen Diego Martínez Penas präsentiert. Im November 2023 wurde er bereits wieder entlassen. Im Dezember 2023 wurde er Co-Trainer von Tintín Márquez bei der Katarischen Fußballnationalmannschaft und ein Jahr später dessen Nachfolger auf der Position des Cheftrainers.

## Titel und Erfolge
- Spanischer Pokalsieger: 2006